# Dům Černý orel (Liptovský Mikuláš)
Památný dům Černý orel je historická budova v Liptovském Mikuláši. V 17. století je zmiňován jako zájezdní hostinec – Vrbický hostinec. V 19. století byla budova rozšířena o jeviště, čímž se Černý orel stal centrem kulturního života, jehož vliv přesáhl hranice Liptovského Mikuláše. Dne 1. května 1918 uspořádali sociální demokraté veřejné shromáždění, na němž byla přečtena Mikulášská rezoluce, kterou se slovenský národ otevřeně přihlásil k právu na sebeurčení a k myšlence česko-slovenské vzájemnosti. V následujícím období byl znám jako Dělnický dům. V roce 1961 byl prohlášen za národní kulturní památku Slovenské republiky.

## Historie

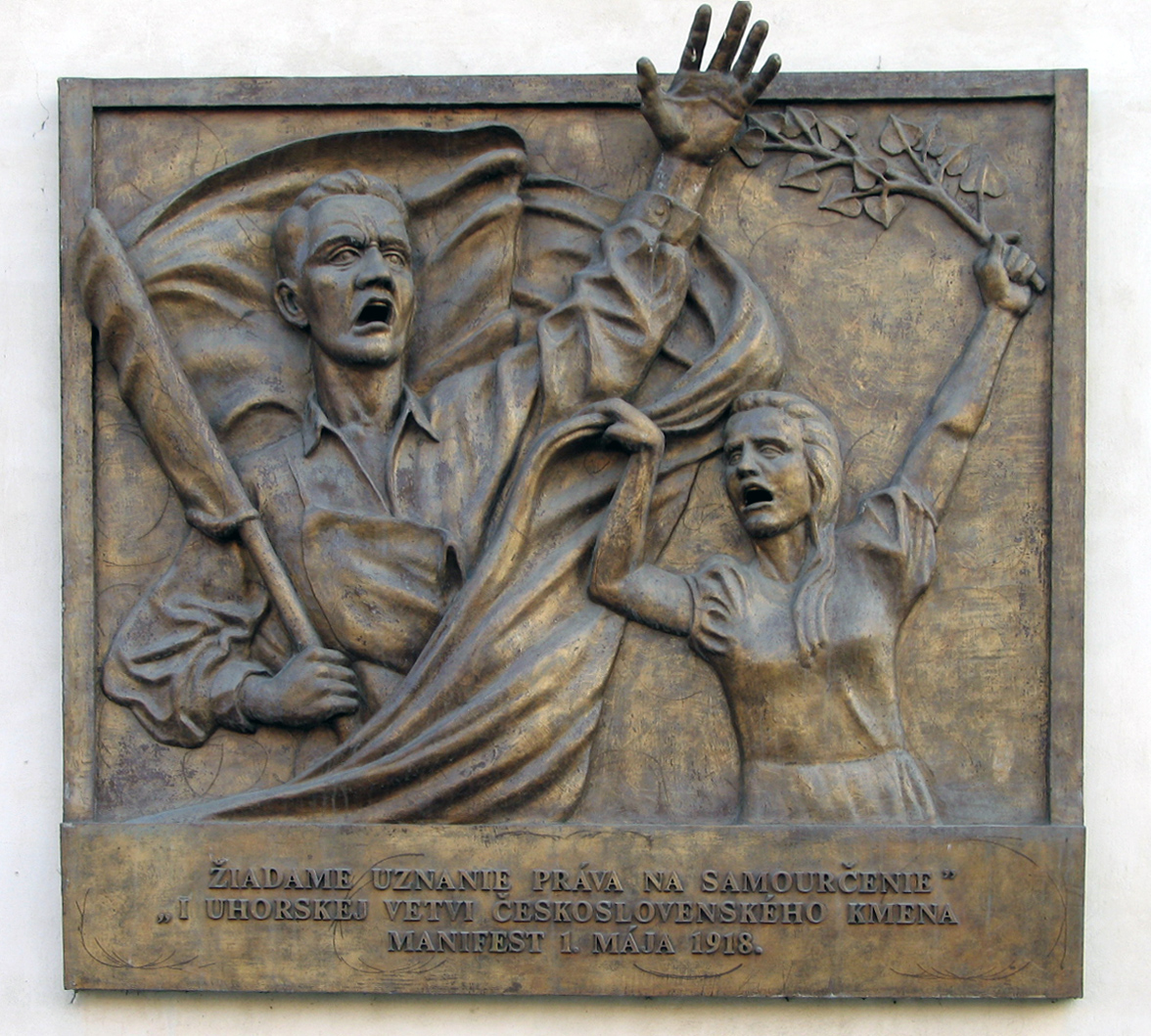
Pamětní deska k 10. výročí Národního shromáždění

- 22. srpna 1830 – bylo zde odehráno první divadelní představení, veselohra Kocúrkovo od Sama Chalupky.
- 1832–1840 – v těchto letech zde vznikl první slovenský ochotnický divadelní spolek, Slovanské mikulášské divadlo, jehož zakladatelem byl Gašpar Fejérpataky-Belopotocký
- 1847–1918 – sídlo národně-buditelského spolku založeného Michalem Miloslavem Hodžou, zvaného měšťanské kasino Větín.
- 19. století – v padesátých letech dostalo název Schwarzer Adler
- 1861 – sídlo Divadelní správní společnosti v Liptovském Mikuláši
- 1880 – rozsáhlé stavební úpravy
- 1914 – středisko Dělnické tělocvičné jednoty v Liptovském Mikuláši
- 1916 – zahájení promítání filmů v kině A. Steina, které řadilo kina Černokňažník, Hviezda, Nástup a kino 1. Máj, ale ukončilo činnost kina v důsledku nástupu nových digitálních promítacích technologií
- 1. května 1918 – na nádvoří kina se konalo lidové shromáždění, které zorganizovali mikulášští sociální demokraté. Rezoluci přijatou na shromáždění připravil a přednesl Vavro Šrobár. Obsahovala požadavky na demokratická občanská práva, osmihodinovou pracovní dobu, uzavření všeobecného spravedlivého míru a "bezpodmínečné uznání práva všech národů Uher na sebeurčení, včetně maďarské větve československého kmene". Zde byl poprvé na Slovensku veřejně vysloven požadavek na vytvoření společného státu Slováků a Čechů. V tomto roce se Černý orel stal známým jako Dělnický dům.
- 1928 – umístění pamětní desky u příležitosti 10. výročí pamětního shromáždění 1. května 1918, autorem je Ladislav Majerský.
- 1948 – stal se sídlem spotřebního družstva Jednota
- 1961 – prohlášen národní kulturní památkou
- 1983–1994 – celková rekonstrukce památky, spravuje ji Liptovské muzeum v Ružomberku, je zde stálá expozice Lov a rybolov na Liptově a také oddělení naučné a regionální literatury Liptovské knihovny Gašpara Fejérpataky-Belopotockého.